# Hexenlochmühle

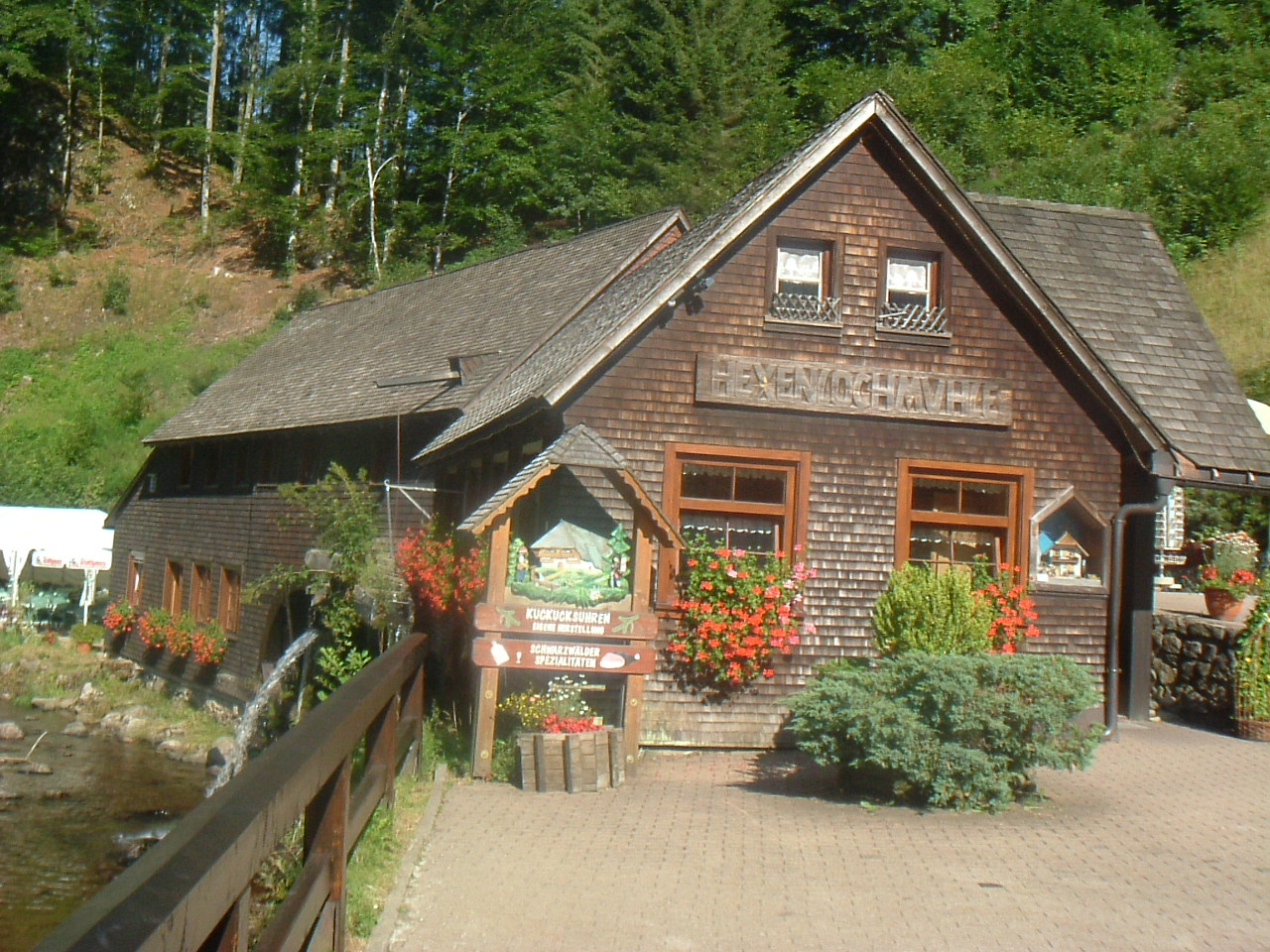
Hexenlochmühle

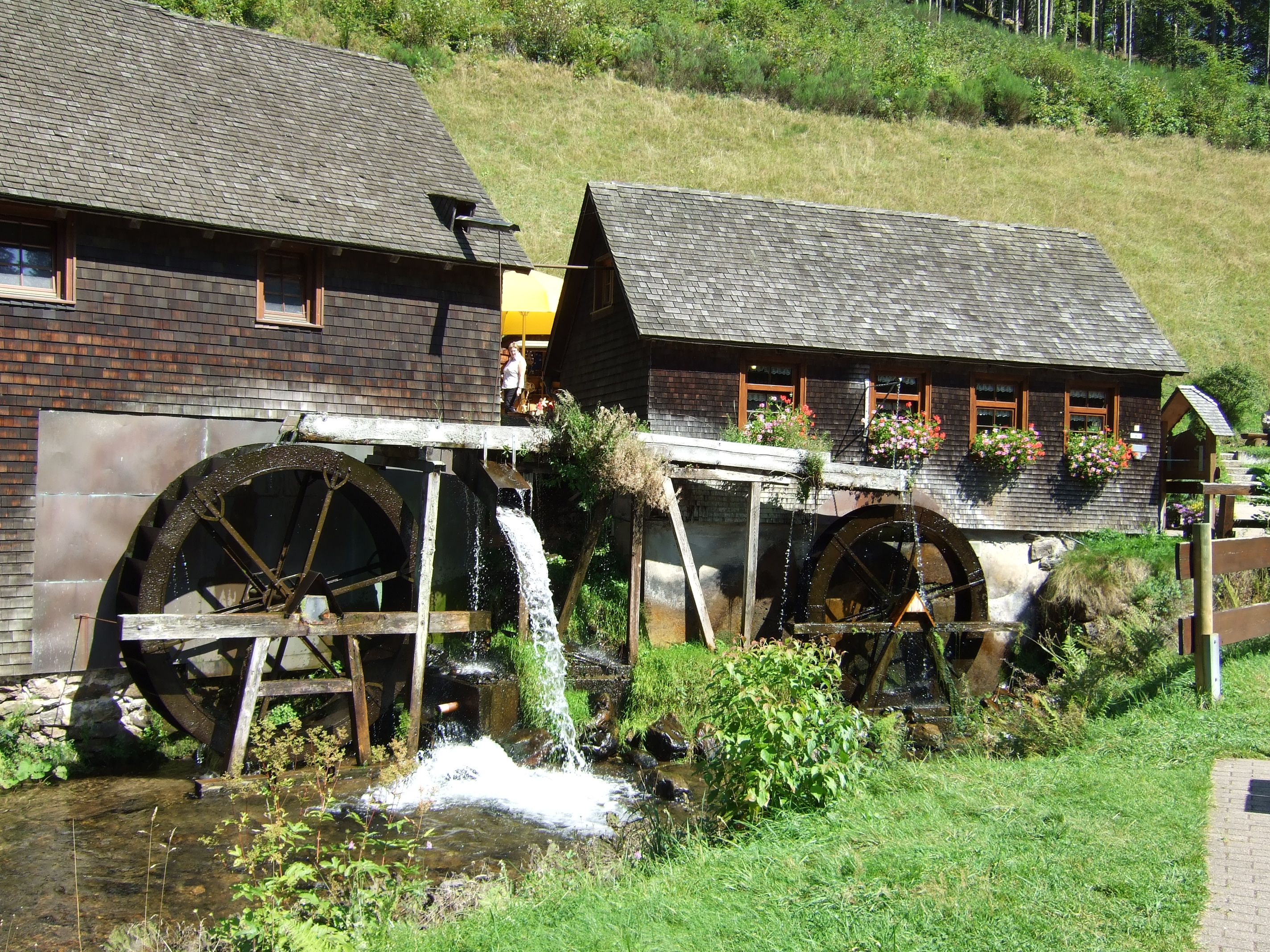
Hexenlochmühle

Die Hexenlochmühle, früher Dreistegenmühle, liegt im schluchtartigen Hexenloch (gelegentlich auch Hexenlochtal genannt, bei der lokalen Bevölkerung aber unüblich) im Schwarzwald zwischen St. Märgen und Furtwangen auf der Gemarkung von Furtwangen-Neukirch.
Sie ist die einzige Mühle im Schwarzwald mit zwei Wasserrädern. 1825 wurde der Teil mit dem kleineren Wasserrad als Nagelschmiede erbaut. Später kam der Teil mit dem größeren Wasserrad als Sägemühle hinzu. Schließlich wurde der Teil mit dem kleineren Wasserrad als Werkstatt für die Uhrengestellmacherei umgebaut.
Seit 1839 befindet sich die Mühle in Familienbesitz; der aktuelle Besitzer in fünfter Generation ist Pascal Trenkle.
Das große Wasserrad der Mühle besitzt einen Durchmesser von 4 m, über das pro Sekunde ca. 300 l Wasser des Heubachs laufen. Es hat eine Leistung von bis zu 13 PS. Damit werden noch immer eine Hochgang- und Kreissäge angetrieben. Diese laufen heute noch zu Vorführzwecken, gesägt wird allerdings nicht mehr. Dafür wird aber seit Ende der 1980er Jahre zusätzlich zu den beiden Wasserrädern über eine Turbine ein Generator betrieben, der mehr Strom liefert als in der Mühle benötigt wird.
Die Mühle beherbergt ein Restaurant mit Freiterrasse sowie Geschäfte, die Schwarzwälder Spezialitäten und Souvenirs anbieten.
Die Hexenlochmühle ist ein beliebtes Fotomotiv im Schwarzwald und Ausgangspunkt zahlreicher Wanderungen, u. a. zum Balzer Herrgott, den Zweribachwasserfällen, der Teichschlucht oder dem Thurner (St. Märgen).
Die in Gütenbach ansässige Firma Faller stellt einen motorisierten Plastikmodellbausatz der Mühle im Maßstab 1:87 her.

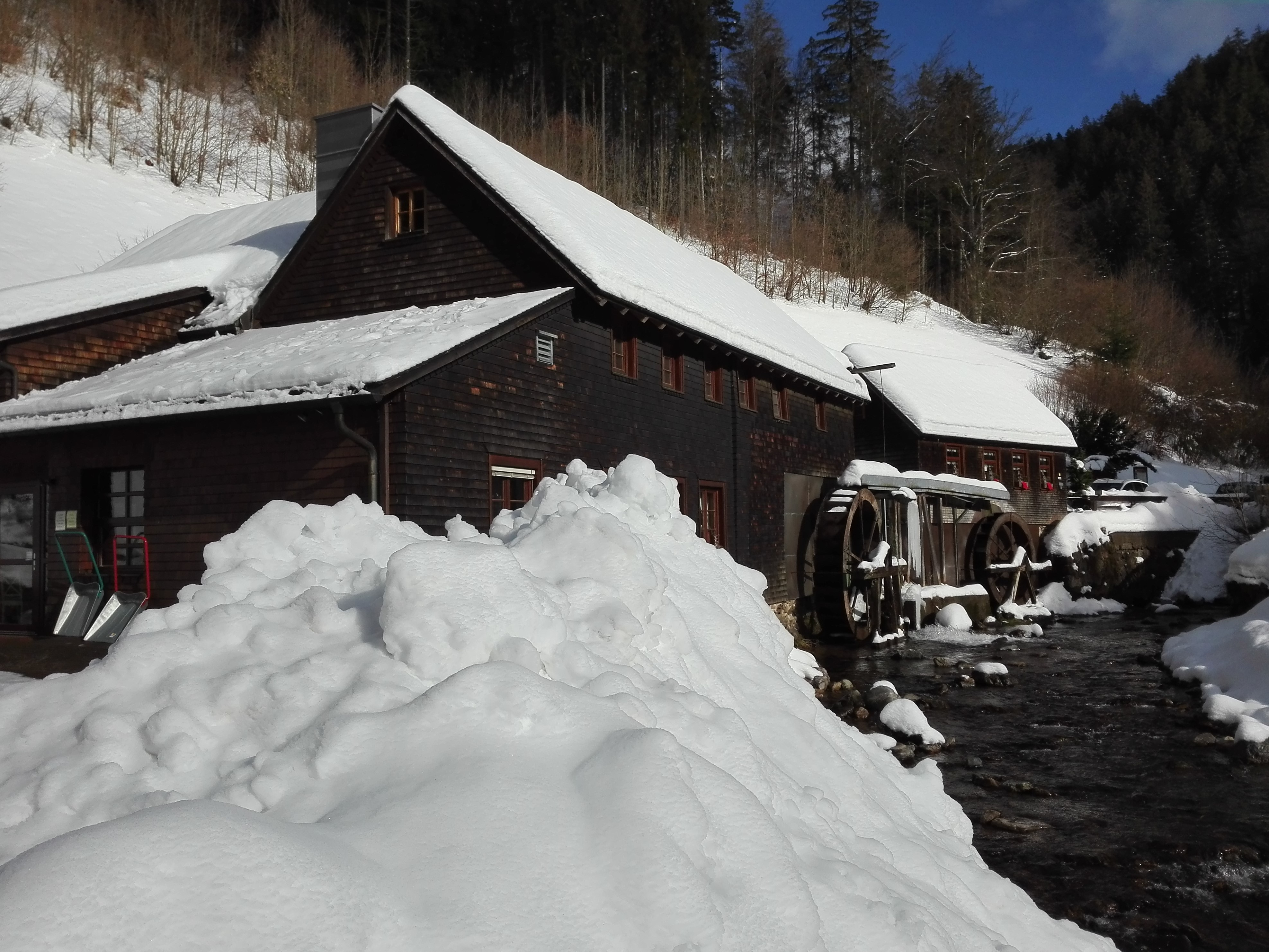
Auch im Winter bietet die Hexenlochmühle einen malerischen Anblick

## Einzelnachweis
1. ↑  Modellbausatz auf der Seite der Firma Faller (Memento des Originals vom 4. Dezember 2015 im Internet Archive)  Info: Der Archivlink wurde automatisch eingesetzt und noch nicht geprüft. Bitte prüfe Original- und Archivlink gemäß Anleitung und entferne dann diesen Hinweis.